# Förhistoriska hällristningar i Côadalen och Siega Verde
Förhistoriska hällristningar i Côadalen och Siega Verde är ett gränsöverskridande världsarv bestående av två stora hällristningsområden:
- Côadalen i norra Portugal
- Siega Verde i Salamanca, västra Spanien

Motiveringen till områdenas världsarvsstatus lyder:
| ” | Kriterium i: Hällristningarna i Côadalen och Siega Verde, som daterats till mellan Senpaleolitikum och Epipaleolitikum (22 000 – 8 000 f.Kr), representerar ett unikt exempel på de första manifestationerna av mänskligt symbolskapande och början av kulturell utveckling som ömsesidigt belyser varandra och utgör en oöverträffad källa för förståelsen av den paleolitiska konsten. | „ |

| ” | Kriterium iii: Hällristningarna i Côadalen och Siega Verde, beaktade tillsammans, kastar ett exceptionellt upplysande ljus över våra tidiga förfäders sociala, ekonomiska och andliga liv. | „ |